# Emma Carrick-Anderson
Emma Claire Carrick-Anderson (* 17. Juni 1975 in Stirling, Schottland) ist eine ehemalige britische Skirennläuferin. Sie war in ihrer aktiven Laufbahn auf die technischen Disziplinen Riesenslalom und Slalom spezialisiert. 

## Karriere
Carrick-Anderson wuchs in Dunblane auf und begann im Alter von zwei Jahren mit dem Skifahren. Sie besuchte unter anderem die Ski-Akademie Schladming. Ihr internationales Renndebüt gab sie 1991 bei den Juniorenweltmeisterschaften in Geilo bzw. Hemsedal, wobei sie als beste Platzierung den 34. Rang im Slalom erreichte.
Ein Jahr später nahm Carrick-Anderson erstmals an Olympischen Winterspielen teil. Bei den Wettkämpfen in Albertville erreichte sie mit Platz 17 in der Kombination dabei ihr bestes Ergebnis. Ihr Weltcupdebüt erfolgte drei Jahre später, am 15. Januar 1995 beim Slalom von Garmisch-Partenkirchen, wobei sie im ersten Durchgang ausschied.
1994 sollte Carrick-Anderson gemeinsam mit Claire de Pourtales in der Abfahrt antreten, jedoch entschied sich das britische Team gegen einen Start, da die Strecke zu gefährlich sei.
Ihre ersten Weltcuppunkte gewann sie am 20. November 1999 in Copper Mountain als sie beim dortigen Slalom den 22. Platz belegte.
2003 beendete Carrick-Anderson ihre sportliche Karriere. Als Grund nannte sie unter anderem das ständige Reisen. Sie zog in die Französischen Alpen und arbeitet dort als Skilehrerin sowie als Sportkommentatorin auf Eurosport.

## Privates
Ihr Bruder Crawford Carrick-Anderson war ebenfalls als Skirennläufer aktiv, feierte aber auch als Radsportler einige Erfolge. Ihre Söhne Luca, Zak und Freddy Carrick-Smith sind ebenfalls als Skirennläufer aktiv.

## Erfolge

### Olympische Winterspiele
- Albertville 1992: 17. Kombination, 19. Slalom, 22. Riesenslalom
- Lillehammer 1994: DNF Riesenslalom, DNF Slalom
- Nagano 1998: DNF Slalom
- Salt Lake City 2002: 19. Slalom

### Weltmeisterschaften
- Morioka 1993: 17. Slalom
- Sierra Nevada 1996: 20. Riesenslalom, DNF Slalom
- Sestriere 1997: 11. Slalom
- Vail/Beaver Creek 1999: 25. Riesenslalom, 28. Slalom
- St. Anton 2001: DNF Slalom
- St. Moritz 2003: 25. Slalom

### Weltcup
- 7 Platzierungen unter den besten 30

### Juniorenweltmeisterschaften
- Geilo/Hemsedal 1991: 34. Slalom, 37. Abfahrt, 46. Super-G
- Maribor 1992: 5. Slalom, 14. Kombination, 29. Super-G, 33. Riesenslalom, 41. Abfahrt
- Monte Campione 1993: 18. Riesenslalom
- Lake Placid 1994: 27. Super-G

### Europacup
- 4 Platzierungen unter den besten 5, davon 3 Podestplätze

### Nor-Am Cup
- 2 Siege

| Datum            | Ort         | Land               | Disziplin    |
| ---------------- | ----------- | ------------------ | ------------ |
| 2. Dezember 1995 | Winter Park | Vereinigte Staaten | Riesenslalom |
| 3. Dezember 1995 | Winter Park | Vereinigte Staaten | Slalom       |

### Weitere Erfolge
- 11 Siege bei FIS-Rennen